# Руски и съветски паметници в Пловдивска област
| Снимка | Описание/дати стар стил | Надпис | Местоположение | Местоположение |
| ------ | --- | --- | -------------- | --- |
|        | Паметник барелеф на генерал-майор Виктор Дандевил | На 18- 01- 1878 година ген. ВИКТОР Д. ДАНДЕВИЛ 1826 – 1907 обяви ОСВОБОЖДЕНИЕТО на Асеновград от османско иго | Асеновград     | Намира се на ул. „6-ти януари“ до параклис „Света Неделя“ 42°00′25.1″ с. ш. 24°52′14.2″ и. д. / 42.006972° с. ш. 24.870611° и. д. |
|        | Надгробен паметник на прапоршчик Георгий Василиевич Вишняков, 121-ви Пензенски полк, убит на 11 май 1878 г. от башибозуци край с. Мостово | В ПАМЕТ на загиналия за нашата свобода прапорщик Георгия Васильевич Вишняков 121 Пехотен Пензенски полк убит от башибозуци край с. Мостово на 11 май 1878 г. ВЕЧНА СЛАВА НА БРАТСКИЯ РУСКИ НАРОД ОСВОБОДИТЕЛ! | Асеновград     | Първоначално погребан в двора на църква „Свети Атанас“ в с. Горнослав, а по-късно пренесен в двора на църква „Свети Димитър“ в Асеновград 42°00′24″ с. ш. 24°52′39.3″ и. д. / 42.006667° с. ш. 24.877583° и. д.                                                                              |
|        | Паметник на Иван Иванович Абишев прапоршчик от 18-ти Вологодски полк убит на 5 януари 1878 г. край селото | Здҧсь покоится тҧло прапорщика 18 пҧхот: Вологодскаго Е.К.В.П.О полка. ИВАНА ИВАНОВИЧА АБИШЕВА Родился 5-го Сентябра 1856 года Убитъ въ сраженiи 5-го Января 1878 года Миръ праху твоему незабвенный товарищъ! | Белащица       | Намира се в парка до кметството 42°03′57.9″ с. ш. 24°44′45.5″ и. д. / 42.066083° с. ш. 24.745972° и. д. |
|        | Паметна плоча на загиналите от Лейб-гвардейски Финландски полк на 5 януари 1878 г. край с. Белащица | С вечна благодарност на финландските войни, сражавали се в Руско-Турската война 1877 – 1878, за национално освобождение на българите. | Белащица       | Намира се в парка до кметството 42°03′57.9″ с. ш. 24°44′45.2″ и. д. / 42.066083° с. ш. 24.745889° и. д. |
|        | Паметна плоча за освобождението на 5 януари 1878 г. на с. Белащица от генерал Виктор Дандевил начело на 3-та гвардейска пехотна дивизия | На 5 януари 1878 г. 3-та пехотна дивизия, командвана от ген.Дандевил в бой с турските войски освобождава с.Белащица. В състава на дивизията участва и батальон сформиран от финландци. ПОКЛОН И ВЕЧНА БЛАГОДАРНОСТ към загиналите за свободата на с.Белащица, герои от руската армия. | Белащица       | Намира се в парка до кметството 42°03′56.8″ с. ш. 24°44′44.4″ и. д. / 42.065778° с. ш. 24.745667° и. д. |
|        | Братска могила на нисши чинове от Кексхолмски гренадирски полк, убити на 4 и 5 януари 1878 г. при с. Караагач (Брестник) | няма | Брестник       | Намира се в двора на параклис „Свети Апостол Андрей Първозвани“ 42°03′17.4″ с. ш. 24°46′06.7″ и. д. / 42.054833° с. ш. 24.768528° и. д. |
|        | Братска могила на 19 нисши чина от Кексхолмски гренадирски полк, убити на 4 и 5 януари 1878 г. при с. Караагач (Брестник) | Братская Могила 19-ти нижнимъ чинамъ Кексгольмскаго Гренадерскаго ИМПЕРАТОРА Австрiйскаго полка Убитымъ въ дҧлҧ противъ турокъ подъ д. Карагачъ 4-го i 5-го января 1878 г. Здѣсь Руси славные сины За вольностъ, честъ Болгаръ летли | Брестник       | Намира се в двора на параклис „Свети Апостол Андрей Първозвани“ 42°03′17.7″ с. ш. 24°46′07.6″ и. д. / 42.054917° с. ш. 24.768778° и. д. |
|        | Братска могила на нисши чинове от Лейб-гвардейски Литовски полк, убити на 4 и 5 януари 1878 г. при с. Караагач (Брестник) | нижнихъ чиновъ лейбъ-гвардейскаго Литовскаго полка павшихъ въ дѣлѣ января 1878 г. при д. Карагачъ | Брестник       | Намира се в двора на параклис „Свети Апостол Андрей Първозвани“ 42°03′17.7″ с. ш. 24°46′07.6″ и. д. / 42.054917° с. ш. 24.768778° и. д. |
|        | Братска могила на руски воини (вероятно от Лейб-гвардейски Волински полк), загинали през януари 1878 г. край с. Караагач (Брестник) | 1878 на падналитѣ руски чинове за освобож на България от турско робство 1879 | Брестник       | Намира се в двора на ОУ „Васил Левски“ 42°03′14.4″ с. ш. 24°46′08.8″ и. д. / 42.054° с. ш. 24.769111° и. д. |
|        | Паметник с паметна плоча на мястото на посрещането на руските войски начело с щабс-капитан Александър Иванович Зданович, командир на 1-ви ескадрон от Лейбгвардейски драгунски полк освободил в 8 часа вечерта на 5 януари 1878 г. селото от турско робство | Тук, на това място, на 18 януари 1878 г. жителите на село Бяла Река тържествено посрещнаха руските освободителни войски от 1-ви ескадрон на щабс-капитан Александър Иванович Зданович в състава на 2-ра гвардейска кавалерийска дивизия командвана от ген. Йосиф Гурко. Вечна признателност на братята освободители! | Бяла река      | Паметникът е обновен през 2021 г. по заветното желание на поетесата Ваня Петкова и със съдействието и по инициатива на нейната дъщеря - журналистката Оля Ал-Ахмед. Намира се на центъра в градинката пред читалището. 42°03′30.6″ с. ш. 25°15′46.1″ и. д. / 42.0585° с. ш. 25.262806° и. д. |
|        | Паметник-чешма посветена на прапоршчик Георгий Василиевич Вишняков, 121-ви Пензенски полк, убит на 11 май 1878 г. от башибозуци в местността Юриш край с. Мостово                                                                                           | СЛАВА на храбрия руски войн ГЕОРГИЙ ВАСИЛЕВИЧ ВИШНЯКОВ паднал за освобождението на селото ни от турско робство на 11 май 1878 година от признателните горнославци | Горнослав      | Първоначално Вишняков е погребан в двора на църква „Свети Атанас“ в с. Горнослав, а по-късно е пренесен в двора на църква „Свети Димитър“ в Асеновград. Намира се в центъра на селото 41°55′13.8″ с. ш. 24°57′34.2″ и. д. / 41.9205° с. ш. 24.9595° и. д.                                    |
|        | Барелеф на граф Николай Павлович Игнатиев | ГРАФ НИКОЛАЙ ИГНАТИЕВ 1832 – 1908 | Граф Игнатиево | Намира се пред читалището 42°16′51.9″ с. ш. 24°44′42.3″ и. д. / 42.281083° с. ш. 24.745083° и. д. |
|        | Паметник на генерал Павел Карцов, освободил град Карлово | генерал ПАВЕЛ П. КАРЦОВ 1821 – 1892 освободител на Карлово и други селища в България | Карлово        | Издигнат е през 1983 г. от скулптура Вълчо Вълчев на ул. Ген. Карцов 42°38′34.9″ с. ш. 24°47′51.2″ и. д. / 42.643028° с. ш. 24.797556° и. д. |
|        | Паметна плоча на полковник барон Александър Николаевич Корф командир на 9-ти Киевски хусарски полк и полковник Николай Макшеев Машонов началник-щаб на 9-та дивизия, освободили Кричим на 9 януари 1878 г.                                                  | ОСВОБОЖДЕНИЕ 1878 г. За спасение на кричимските жители на 9 – 21 януари 1878 г. тук пристигат бойци от 9-и хусарски Киевски полк начело с полк. барон Александър Н. Корф и полк. Николай Макшеев Машонов | Кричим         | Намира се на площада пред църква „Свети Свети Козма и Дамян“ 42°02′31.6″ с. ш. 24°27′53.8″ и. д. / 42.042111° с. ш. 24.464944° и. д. |
|        | Братска могила на 9 нисши чина от Лейб-гвардейски Литовски полк, загинали на 4 януари 1878 г. край с. Караагач (Брестник) | 1878 БРАТСКАЯ МОГИЛА нижнихъ чиновъ Лейб-гвардiи Литовскаго полка умершихъ отъ ранъ полученныхъ въ сраженiи съ турками при д. Карагачъ 4 января 1878 г. | Крумово        | Намира се в парк „Могилата“ 42°05′24.6″ с. ш. 24°49′08.3″ и. д. / 42.090167° с. ш. 24.818972° и. д. |
|        | Надгробен паметник на подпоручик Сергей Алексеевич Орловский от Лейб-гвардейски Литовски полк, загинал на 4 януари 1878 г. край с. Караагач (Брестник) | Вечная память тебе дорогой товарищъ! Лейбъ-Гвардiи Литовскаго полка, подпоручикъ Сергей Алексеевичъ Орловскiй, убитъ въ сраженiи с турками при д. Карагачъ, 4 января 1878 г. | Крумово        | Намира се в парк „Могилата“ 42°05′24.6″ с. ш. 24°49′08.3″ и. д. / 42.090167° с. ш. 24.818972° и. д. |
|        | Надгробен паметник на подпоручик Карл-Андрей Хенрихович Кригер от Кексхолмски гренадирски полк, загинал на 4 януари 1878 г. от 16 щикови рани край с. Караагач (Брестник)                                                                                   | Подпоручикъ Кексгольмскаго Гренадерскаго ИМПЕРАТОРА Австрiйскаго полка Карл Андрей Генриховичъ Кригеръ. Убитъ в дѣлѣ противъ турокъ подъ д. Карагачъ 4 Января 1878 года получившiй 16-ть штыковыхъ ранъ. Миръ праху твоему товарищъ. | Крумово        | Намира се в парк „Могилата“ 42°05′24.6″ с. ш. 24°49′08.3″ и. д. / 42.090167° с. ш. 24.818972° и. д. |
|        | Паметна плоча на мястото където е посрещнат Троянския отряд на генерал Павел Карцов от населението на с.Кърнаре и където престоява щабът му от 26 до 31 декември 1877 г.                                                                                    | Тук в тази местност населението от с.Кърнаре и съседните села посреща генерал П.П.Карцов, където щабът на Троянския отряд престоява от 26 XII 1877 г. до 31 XII 1877 г. | Кърнаре        | Намира се на 2 км северно към Троянски проход 42°43′08.9″ с. ш. 24°37′59.7″ и. д. / 42.719139° с. ш. 24.63325° и. д. |
|        | „Марковски паметник“ на 12 нисши чина от 17-ти Архангелогородски полк, убити на 5 януари 1878 г. край селото | 18-ти пехотен Вологодски полк в боя на 5/17 януари 1878 г. | Марково        | Намира се на 2.5 км североизточно върху тракийска могила 42°04′41.9″ с. ш. 24°43′38.7″ и. д. / 42.078306° с. ш. 24.727417° и. д. |
|        | Паметник на победата при Пловдив на 3, 4 и 5 януари 1878 г. | ВЪ ЦАРСТВОВАНИIЕ РОССIЙСКАГО ИМПЕРАТОРА АЛЕКСАНДРА II подъ начальствомъ Генераль Адьютанта Гурко въ бою 4 и 5 Января 1878 года сраженiи при Филиппополъ ВЪ БОЮ УЧАСТВОВАЛИ: | Пловдив        | Намира се на хълма Бунарджик (Хълм на Освободителите) 42°08′40.6″ с. ш. 24°44′14″ и. д. / 42.144611° с. ш. 24.737222° и. д. |
|        | „Освободители на Пловдив“ – мемориален комплекс на мястото на което на 4 януари 1878 г. начело на 63 драгуни, капитан Бураго преминава Марица и спасява Пловдив                                                                                             | На това място през паметния януари на 1878 година ескадронът на руския капитан БУРАГО премина Марица и като хвърли в паника турските войски освободи Пловдив | Пловдив        | Намира се на 9 км западно от града край река Марица 42°09′21.8″ с. ш. 24°37′10.6″ и. д. / 42.156056° с. ш. 24.619611° и. д. |
|        | Бюст-паметник на капитан Александър Петрович Бураго – командир на руски кавалерийски отряд освободил Пловдив на 4 януари 1878 г. | КАПИТАН АЛЕКСАНДЪР ПЕТРОВИЧ БУРАГО 1853 – 1883 влязъл пръв с ескадрона си в Пловдив на 15. I. 1878 год | Пловдив        | Намира се в парк „Дондукова градина“ 42°08′59.2″ с. ш. 24°44′37.1″ и. д. / 42.149778° с. ш. 24.743639° и. д. |
|        | „Скобелева майка паметник“ на Олга Николаевна Скобелева, убита на това място на 6 юли 1880 г. от капитан Алексей Узатис и двама черногорци | Олга Николаева Скобелева Родена на единадесятий Мартъ 1823 г. Убита отъ злодѣй на шестий Юлий 1880 г. Съ цѣль висока красна, При насъ дойде ти, Но рѧка ужасна, Твойтѣ дни скрати. Свѧтице! прости! Вечно ѝ признателенъ градъ Пловдивъ | Пловдив        | Намира се до Ботаническата градина, отстрани на бул. „Цариградско шосе“ 42°08′51.2″ с. ш. 24°47′52.8″ и. д. / 42.147556° с. ш. 24.798° и. д. |
|        | Надгробна плоча на подпоручик Максим Карлович фон Бурмейстер от Лейб-гвардейски Литовски полк ранен на 4 януари при с. Караагач (Брестник) и починал на 17 януари 1878 г.                                                                                   | Лейбъ-Гвардiи Литовскаго полка подпоручикъ Максимъ Карловичъ БУРМЕЙСТЕРЪ Умеръ здҧсь 17-го января 1878 г. отъ ранъ полученныхъ въ сраженiи съ Турками при д. Карагачъ 4-го января 1878 г. Упокой Господи душу раба твоего | Пловдив        | Намира се в двора на църква „Успение Богородично“ 42°08′52.2″ с. ш. 24°45′03″ и. д. / 42.147833° с. ш. 24.750833° и. д. |
|        | Надгробна плоча на подпоручик Игнатий Игнатиевич Ячиновский от Лейб-гвардейски Литовски полк, ранен на 4 януари при с. Караагач (Брестник) и починал на 22 януари 1878 г.                                                                                   | Лейбъ-Гвардiи Литовскаго полка Подпоручикъ Игнатiй Игнатьевичъ ЯЧИНОВСКIЙ Умеръ здҧсь 22-го января 1878 г. отъ раны полученной въ сраженiи съ Турками при д. Карагачъ 4-го января 1878 г. Упокой Господи душу раба твоего | Пловдив        | Намира се в двора на църква „Успение Богородично“ 42°08′52.2″ с. ш. 24°45′03″ и. д. / 42.147833° с. ш. 24.750833° и. д. |
|        | Надгробен паметник на 10 руски офицери и унтер-офицери, загинали за Освобождението на България | Тукъ почиватъ коститѣ на падналитѣ за освобождението на България руси ГЕОРГИ БАРБОВИЧЪ – артилерийски капитанъ, род. 24.IV.1848 г. поч. 8.V.1878 г.; ВАЛЕНТИНЪ БОГУШКИЙ – поручикъ отъ Лейбъ Гвардейски Литовски полкъ, род. 30.VII.1852 г. убитъ въ сражение при Пловдивъ на 5.I.1878 г. ПАВЕЛЪ СОКОЛОВИЧЪ – лаборантъ фармацевтъ при военната временна болница №57 поч. 7.VI.1878 г. АНДРЕЙ МИХАЙЛОВИЧЪ БАЛАМЕЗОВЪ род. гр. Кишинев на 29.XI.1860 г. поч. на 22.XI.1878 г. НИКОЛАЙ ПЕТРОВИЧЪ КОБИЛИНСКИ – ротмистъръ – чиновникъ за порѫчки при окупационно интендантство, убитъ въ Пловдивъ на 20.V.1879 г. МАКСИМЪ КАМОВИЧЪ – подпоручикъ отъ Лейб-Гвардейски литовски полкъ, поч. гр. Пловдивъ на 17.I.1878 г. отъ рана, получена въ сражението на 4.I.1878 г. при с Караагачъ ИГНАТИЙ ИГНАТИЕВИЧЪ ЯЧИНОВСКИ – подпоручикъ отъ Лейб-Гвардейски Литовски полкъ починал въ Пловдивъ на 22.I.1878 г. оотъ рана, получена въ сраже. на 4.I.1878 г. при с Караагачъ КОРНЕТЪ ТЕОДОРЪ ОКСГОЛЬМЪ – датски поданикъ отъ 9-ти Гусарски Киевски полкъ, род. 23.1850 г. поч. на 22.I.1878 г. от рана, получена въ сражение; РАКОВЪ – унтеръ офицеръ отъ Лейбъ Гвардейси Гусарски полкъ, поч. отъ рани получени при рекогнасцировка при Пловдивъ на 2.I.1878 г. РАЗБИЦКИЙ – унтеръ офицеръ отъ Лейбъ Гвардейси Гусарски полкъ, поч. отъ получени рани при рекогнасцировка при Пловдивъ на 2.I.1878 г. ОТЪ ПЛОВДИВСКАТА ГРАДСКА ОБЩИНА | Пловдив        | Изграден е през октомври 1939 г. със средства на общината по проект на архитект Васил Т. Златарев. Намира се в гробище „Свети Архангел Михаил“ 42°08′54.4″ с. ш. 24°45′54.7″ и. д. / 42.148444° с. ш. 24.765194° и. д.                                                                       |
|        | Надгробен паметник на Георгий Барбович капитан от руската артилерия. Роден на 24 април 1849 г. и починал на 8 май 1878 г. | Здѣсь покоитсѧ тѣло Капитана Русской Артиллерiй Георгиѧ Барбовича Родилсѧ 24 Апрелѧ 1849 г. Умеръ 8 Маѧ 1878 г. | Пловдив        | Изграден е през октомври 1939 г. със средства на общината по проект на архитект Васил Т. Златарев. Намира се в гробище „Свети Архангел Михаил“ 42°08′54.4″ с. ш. 24°45′54.7″ и. д. / 42.148444° с. ш. 24.765194° и. д.                                                                       |
|        | Надгробен паметник на Бертолд Станиславович Хорват Божичко щабс-капитан от 4-ти армейски резервен пехотен батальон, починал на 30 април 1878 г. | Здесъ покоится прахъ Бертольда Станиславовича Горваттъ Божичко Штабсъ Капитана 4-го Арм. Резервнаго Пех. Баталiона. Скончался 30 Апреля 1878 г. | Пловдив        | Намира се в католическото гробище 42°08′57.4″ с. ш. 24°46′23.7″ и. д. / 42.149278° с. ш. 24.77325° и. д. |
|        | Надгробна паметна плоча на подофицери Раков и Разбицкий от 3-ти взвод на 2-ри ескадрон на Лейб-гвардейски хусарски полк, починали от получените рани по време на рекогносцировка на град Пловдив на 2 януари 1878 г.                                        | Здѣсъ погребены унтеръ-офицери Лейбъ-Гвардiи-Гусарскаго Его Величества полка Раковъ и Разбицкiй смертельно раненные во время рекогносцировка Филиппополя 2-го Января 1878 года | Пловдив        | Намира се в район Северен пред пощенския клон на ул. „Васил Левски“ 42°09′37″ с. ш. 24°44′31.9″ и. д. / 42.160278° с. ш. 24.742194° и. д. |
|        | Паметна плоча на мястото на посрещането на руски войски на генерал Павел Карцов, освободил града на 1 януари 1878 г. | На 13 януари 1878 г. тук – западния край на Сопот – сопотненци посрещат братята-освободители от средния отряд на руската армия, предвождани от генерал Карцов. „...с вълнение си спомня прославеният пълководец – те ни стискаха ръцете, гледаха шиите на конете и като деца едновременно и плачеха и се смееха...“ | Сопот          | Поставена е през 2018 г. в западната част на ул. ген. Карцов 42°39′17.5″ с. ш. 24°44′59.8″ и. д. / 42.654861° с. ш. 24.749944° и. д. |
|        | Паметник на генерал Павел Шувалов освободил на 3 януари 1878 г. град Стамболийски | Слава на освободителите на 3.1.1878 г. ген.П.А.ШУВАЛОВ освобождава гр.Стамболийски | Стамболийски   | Намира се северно при моста на река Марица 42°09′15.4″ с. ш. 24°33′01″ и. д. / 42.154278° с. ш. 24.550278° и. д. |
|        | Бюст-паметник на генерал-майор Николай Столетов | ГЕНЕРАЛ СТОЛЕТОВ | Столетово      | Намира се на площада 42°41′18.2″ с. ш. 24°37′12.5″ и. д. / 42.688389° с. ш. 24.620139° и. д. |
|        | Паметник на незнайните войни, загинали за освобождението на град Съединение от турско робство | Слава на незнайния руски войн, загинал за освобождението на България от турско робство на 11.I.1878 г. От признателното поколение на гр. Съединение | Съединение     | Намира се на ул. Трети март в северните покрайнини 42°16′51.8″ с. ш. 24°32′35.1″ и. д. / 42.281056° с. ш. 24.543083° и. д. |
|        | Благодарствена плоча за финландските войници от руската лейбгвардия сражавали се за свободата на българския народ през Руско-турската война 1877-1878 г. | С вечна благодарност на финландските войници сражавали се в Руско-турската война 1877-1878 за национално освобождение на българския народ | Хисаря         | Намира се в градинката на бул. Иван Вазов и ул. Васил Левски 42°30′19.4″ с. ш. 24°42′06.6″ и. д. / 42.505389° с. ш. 24.701833° и. д. |
|        | Паметник на капитан Константин Феликсович Швейбуцки от 9-ти Староингерманландски полк, убит от засада край с. Текия (Христо Даново) при рекогносцировка на Троянския превал на 26 декември 1877 г.                                                          | Братская память боевыхъ товарищей 3 пѣхотной дивизiи 9-го Староингерманландскаго полка штабсъ капитану Швейбуцкаму павшем въ дѣлѣ 26-го Декабря 1877 года у Троянова перевала | Христо Даново  | Намира се северно от селото 42°43′53″ с. ш. 24°36′01.1″ и. д. / 42.731389° с. ш. 24.600306° и. д. |
|        | Братска могила на 3 нисши чина от Лейб-гвардейски Семьоновски полк, загинали край селото на 3 януари 1878 г. | БРАТСКАЯ МОГИЛА Лейбъ Гвардiи Семёновскаго полка Въ бою подъ Филиппополемъ 3 Января 1878 года убито 3 нижних чина | Цалапица       | Намира се югозападно от селото в местността Каламица 42°09′48.7″ с. ш. 24°32′18.2″ и. д. / 42.163528° с. ш. 24.538389° и. д. |
|        | Братска могила на 15 нисши чина от Лейб-гвардейски Преображенски полк, загинали край селото на 3 януари 1878 г. | БРАТСКАЯ МОГИЛА Лейбъ Гвардiи Преображенскаго полка Въ бою подъ Филиппополемъ 3 Января 1878 года убито 15 нижнимъ чина | Цалапица       | Намира се югозападно от селото в местността Каламица 42°09′48.7″ с. ш. 24°32′18.2″ и. д. / 42.163528° с. ш. 24.538389° и. д. |
|        | Паметник на 4 нисши чина от 1-ва Лейб-гвардейска артилерийска бригада, загинали край селото на 3 януари 1878 г. | БРАТСКАЯ МОГИЛА Л.гв. 1ой артилерiйской бригады Въ бою подъ Филиппополемъ 3 Января 1878 года 4 нижнимъ чина | Цалапица       | Намира се югозападно от селото в местността Каламица 42°09′48.7″ с. ш. 24°32′18.2″ и. д. / 42.163528° с. ш. 24.538389° и. д. |